# Ligne E du métro de Los Angeles
Pour les articles homonymes, voir Ligne E.
La ligne E (en anglais: E Line) est une ligne du métro de Los Angeles mise en service en 2012. D'une longueur de 24,5 kilomètres, elle relie Downtown Los Angeles à Santa Monica et est desservie par des métros légers. Avant 2020, la ligne est nommée ligne Expo,.

## Histoire
La ligne E, dernière du métro de Los Angeles, est mise en service le 28 avril 2012 sous le nom de « ligne Expo ».
Le 20 mai 2016, dans le cadre de la première phase d'expansion de la ligne E, sept stations supplémentaires sont mises en service, afin de relier le centre-ville de Los Angeles à celui de Santa Monica,.

## Tracé et stations

### Tracé
Reliant Downtown Los Angeles à Santa Monica, la ligne passe notamment devant le muséum du comté de Los Angeles et l'université de Californie du Sud. Grâce à son terminus est situé à 7th Street, elle dessert également le centre-ville de Los Angeles. Depuis sa dernière extension en mai 2016, l'ouest de Los Angeles est désormais mieux desservi ; trois stations se situent effectivement à Santa Monica.
Les voies de la ligne E sont surtout situées en surface, à l'exception de son terminus est qui est souterrain. Par ailleurs, les stations Culver City, La Cienega/Jefferson ou encore Expo/La Brea sont aériennes.

### Liste des stations
|  |   |  | Station                          | Coordonnées                   | Localisation       | Correspondances                                                                                     |
|  | - |  | -------------------------------- | ----------------------------- | ------------------ | --------------------------------------------------------------------------------------------------- |
|  | • |  | Downtown Santa Monica            | 34° 00′ 50″ N, 118° 29′ 32″ O | Santa Monica       | |
|  | • |  | 17th Street/Santa Monica College | 34° 01′ 25″ N, 118° 28′ 47″ O | Santa Monica       | |
|  | • |  | 26th Street/Bergamot             | 34° 01′ 40″ N, 118° 28′ 12″ O | Santa Monica       | |
|  | • |  | Expo/Bundy                       | 34° 01′ 54″ N, 118° 27′ 10″ O | Los Angeles        | |
|  | • |  | Expo/Sepulveda                   | 34° 02′ 07″ N, 118° 26′ 04″ O | Los Angeles        | |
|  | • |  | Westwood/Rancho Park             | 34° 02′ 12″ N, 118° 25′ 33″ O | Los Angeles        | |
|  | • |  | Palms                            | 34° 01′ 45″ N, 118° 24′ 13″ O | Palms              | |
|  | • |  | Culver City                      | 34° 01′ 42″ N, 118° 23′ 18″ O | Culver City        | |
|  | • |  | La Cienega/Jefferson             | 34° 01′ 34″ N, 118° 22′ 20″ O | West Adams         | |
|  | • |  | Expo/La Brea                     | 34° 01′ 29″ N, 118° 21′ 19″ O | West Adams         | |
|  | • |  | Farmdale                         | 34° 01′ 26″ N, 118° 20′ 46″ O | West Adams         | |
|  | • |  | Expo/Crenshaw                    | 34° 01′ 21″ N, 118° 20′ 06″ O | Jefferson Park     | Ligne K du métro de Los Angeles                                                                     |
|  | • |  | Expo/Western                     | 34° 01′ 06″ N, 118° 18′ 32″ O | Exposition Park    | |
|  | • |  | Expo/Vermont                     | 34° 01′ 06″ N, 118° 17′ 30″ O | Exposition Park    | |
|  | • |  | Expo Park/USC                    | 34° 01′ 06″ N, 118° 17′ 12″ O | University Park    | |
|  | • |  | Jefferson/USC                    | 34° 01′ 17″ N, 118° 16′ 43″ O | University Park    | |
|  | o |  | LATTC/Ortho Institute            | 34° 01′ 49″ N, 118° 16′ 23″ O | South Central      | |
|  | o |  | Pico                             | 34° 02′ 25″ N, 118° 16′ 00″ O | South Park         | Ligne A du métro de Los Angeles                                                                     |
|  | o |  | 7th Street                       | 34° 02′ 55″ N, 118° 15′ 31″ O | Financial District | Ligne A du métro de Los Angeles · Ligne B du métro de Los Angeles · Ligne D du métro de Los Angeles |

1. ↑  Pour alléger le tableau, seules les correspondances notables sont indiquées.

## Exploitation

### Desserte

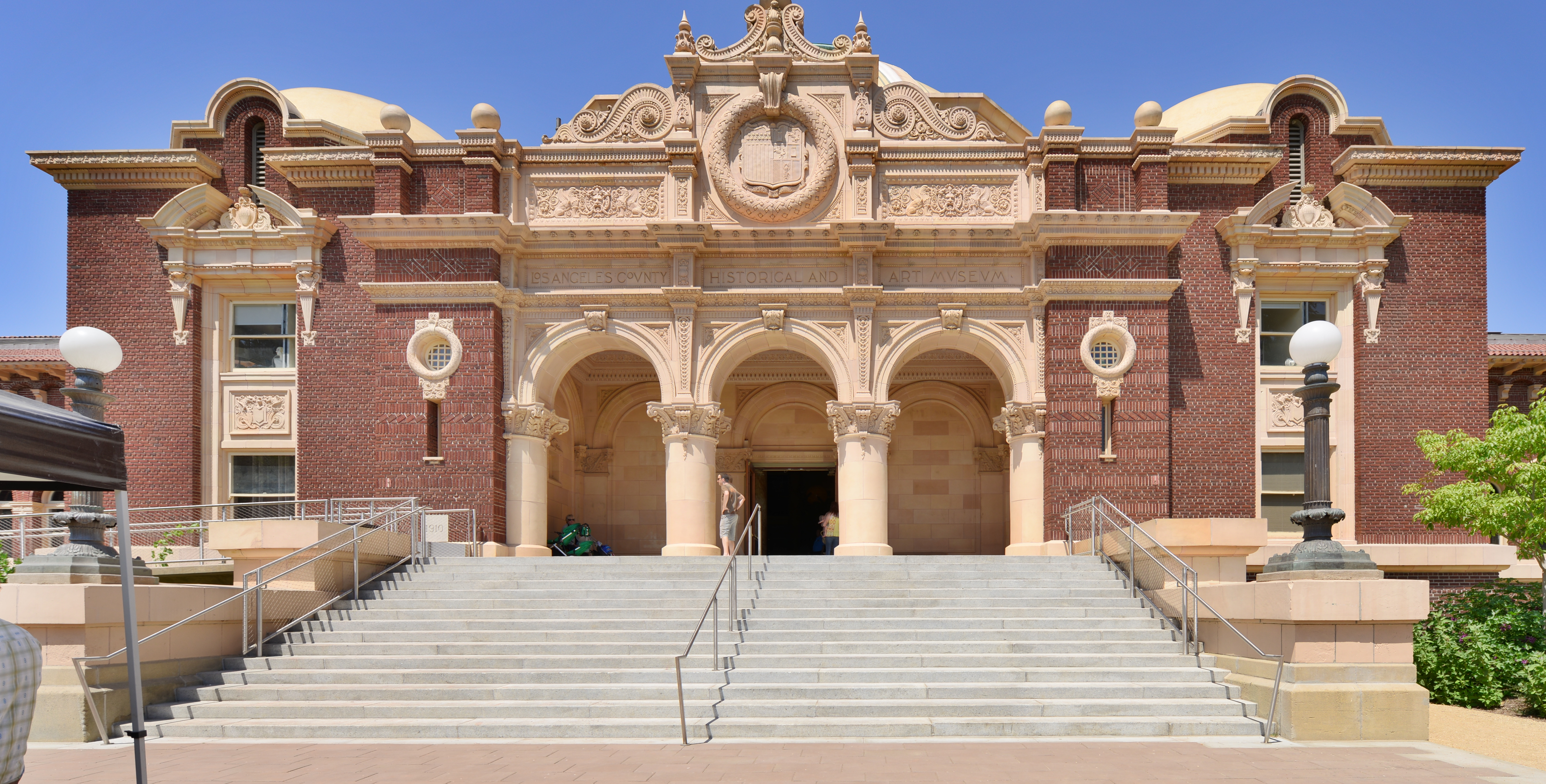
Le muséum du comté est desservi par la ligne E.

Il faut en moyenne 47 minutes pour relier la station de Downtown Santa Monica à celle de 7th Street.

### Tarification et financement
La tarification de la ligne est identique à celle en vigueur sur l'ensemble du réseau métropolitain.
Le financement du fonctionnement de la ligne est assuré par la LACMTA.

### Trafic
Bien qu'étant la ligne la moins utilisée du réseau, sa fréquentation a augmenté depuis son ouverture.